# Perro Aguayo
Pedro Aguayo Damián, noto con gli pseudonimi (El) Perro Aguayo e El Can de Nochistlan (Nochistlán, 18 gennaio 1946 – Tala, 3 luglio 2019), è stato un wrestler messicano.
Nel 2012 è stato indotto nella AAA Hall of Fame. Fu uno dei maggiori rivali di El Santo. Uno dei lottatori più noti della storia della lucha libre, l'eminente giornalista e storico del wrestling Dave Meltzer ha descritto Aguayo come "uno dei lottatori più laboriosi e più carismatici di sempre".

## Carriera
Lottò principalmente nella Universal Wrestling Association (UWA) come uno dei maggiori heel ("cattivi") della compagnia e di tutta la lucha libre in generale. Negli anni novanta, Aguayo aiutò a fondare la Asistencia Asesoría y Administración, in seguito conosciuta semplicemente come AAA, e la sua rivalità a tre con Konnan e Cien Caras si rivelò uno dei programmi di maggior successo in termini di incassi al botteghino. Rimase nella AAA fino al 2000, facendo anche un'apparizione all'evento Royal Rumble del 1997 nella WWF, in un match che includeva altre leggende della lucha libre come El Canek, Mil Máscaras e degli emergenti che in seguito si sarebbero fatti un nome come Héctor Garza e Heavy Metal. Nella Consejo Mundial de Lucha Libre ebbe un feud con Los Capos. Si ritirò dal ring dopo avere perso un retirement match contro Universo 2000. Rimase in pensione finché anche suo figlio non iniziò una rivalità con i Los Capos. Cien Caras dichiarò che non si sarebbe ritirato fino a quando non avesse risolto la sua faida con Aguayo e così fu organizzato un double hair vs. hair match nel quale Perro Aguayo & Perro Aguayo Jr. sconfissero Cien Caras & Máscara Año 2000. Dopo la vittoria, Perro Aguayo si ritirò definitivamente.

## Vita privata
Era il padre di Perro Aguayo Jr., morto il 21 marzo 2015, durante un match di wrestling, all'età di 35 anni.

## Morte
Il 3 luglio 2019 morì all'età di 73 anni; la sua morte fu annunciata attraverso i social media dall'account "Los Perros del Mal". Secondo quanto da loro riferito, la causa del decesso sarebbe stata un infarto. Il funerale si svolse il 4 luglio a Guadalajara. Il 5 luglio, si tenne una messa funebre in suo onore alla Parque Funeral Colonias di Guadalajara, lo stesso luogo dove nel 2015, il figlio Perro Aguayo Jr., alla presenza della famiglia, degli amici e dei fan, era stato cremato.

## Personaggio
Mosse finali
- La Lanza (Diving double foot stomp)
- La Silla (Diving Thesz press)

## Titoli e riconoscimenti
- Asistencia Asesoría y Administración
  - AAA Campeón de Campeones Championship (1)
  - IWC World Heavyweight Championship (1)[10][11]
  - Mexican National Heavyweight Championship (1)[12]
  - Mexican National Tag Team Championship (2) - con Perro Aguayo Jr.[13]
  - Rey de Reyes 1998
  - AAA Hall of Fame (Classe del 2012)[2]
- Empresa Mexicana de Lucha Libre
  - NWA World Middleweight Championship (3)[14][15]
  - Occidente Middleweight Championship (1)
- Universal Wrestling Association
  - Mexican National Middleweight Championship (1)[16]
  - UWA World Heavyweight Championship (1)[17]
  - UWA World Light Heavyweight Championship (1)[18][19]
  - UWA World Junior Light Heavyweight Championship (2)[20][21]
  - UWA World Tag Team Championship (1) - con Gran Hamada[22][23]
  - WWF Light Heavyweight Championship (7)[24][25][26]
- World Wrestling Association
  - WWA World Heavyweight Championship (3)[27]
- World Wrestling Council
  - WWC World Junior Heavyweight Championship (1)[28][29]
- World Wrestling Federation
  - WWF Intercontinental Tag Team Championship (1) – con Gran Hamada
- Pro Wrestling Illustrated
  - 38º tra i migliori 500 wrestler singoli nei "PWI Years" del 2003.
- Wrestling Observer Newsletter
  - Best Babyface (1995)
  - Wrestling Observer Newsletter Hall of Fame (Classe del 1996)